# Teresa Bandettini
Teresa Bandettini, nota anche con il nome arcadico di Amarilli Etrusca (Lucca, 11 agosto 1763 – Lucca, 6 aprile 1837), è stata una poetessa e ballerina italiana.

## Biografia
Nacque a Lucca nella notte tra l'11 e il 12 agosto del 1763 da Benedetto Domenico Bandettini e Maria Alba Micheli.
Il padre morì quando Teresa era ancora in fasce lasciando la famiglia in una situazione economica disperata. Malgrado tutto, sua madre le insegnò a leggere e a scrivere, però poi, quando s'accorse che era sempre distratta dal comporre versi, le tolse carta e penna e la avviò alla professione di ballerina perché cominciasse presto a guadagnare dei soldi per aiutare la famiglia. Alla scuola di ballo fece amicizia con una ragazzina di nome Oliva che diventò presto la sua amica del cuore. Fu l'amica ad accorgersi che Teresa, per continuare a comporre versi, si era ridotta a scrivere di notte, di nascosto, con uno stecco; allora le regalò una penna, della carta e acqua tinta da poter usare come inchiostro.
Teresa, sempre di nascosto, aveva incominciato anche a leggere gli scritti di Metastasio, di Goldoni, del Petrarca, dell'Ariosto e del Tasso e a studiare la storia Universale e la mitologia. Sentendo il rimorso di trasgredire agli ordini della madre si rivolse per un consiglio ad un frate suo amico, il padre agostiniano Papera. Il religioso, capendo le enormi potenzialità della bambina, contattò immediatamente la signora Maria Alba promettendole sostegni ed aiuti economici. Così Teresa poté dedicarsi liberamente alla scrittura e alla lettura. Aveva solo 7 anni.
Poco dopo debuttò con successo a Bastia come ballerina. Qui conobbe il prete genovese Giovanmaria Elena che le insegnò il latino e le fece tradurre in terzine la prima ecloga di Virgilio. A sedici anni era già capace di tradurre in terzine Le metamorfosi di Ovidio. Mentre continuava a danzare nei teatri di Firenze, Bologna e Venezia, lesse tutta la Divina Commedia e cominciò a cimentarsi in pubblico improvvisando versi. La gente per questo motivo la soprannominò la Ballerina Letterata.
Cercò subito con avidità il contatto con uomini maturi e colti e fu così che conobbe lo scrittore Ippolito Pindemonte e il naturalista Alberto De Fortis grazie al quale imparò anche il francese. Con lui tradusse l'opera letteraria Il Buffon. A Firenze incontrò il pittore Vincenzo Martinelli e a Bologna il Senatore Casali.
Nel 1786 pubblicò per la prima volta a Venezia una raccolta in due volumi di Rime Varie.
Quando nel 1789 ad Imola incontrò il lucchese Pietro Landucci se ne innamorò subito e i due si sposarono l'anno stesso in una chiesa a Bologna. Subito dopo decise di abbandonare, dietro sollecitazione di suo marito, la carriera di ballerina per affinare l'arte dell'improvvisazione. Debuttò come poetessa a Udine e fu un trionfo tanto che poi venne applaudita in tutta l'Italia. Il segreto del suo successo era quello di riuscire a essere così travolgente da non solo commuovere il pubblico ma anche se stessa. Per questo tutti la cominciarono a definire l'Improvvisatrice Commossa.
Declamò i suoi versi a Venezia, a Padova, a Verona, a Mantova, a Parma, a Pavia e a Milano. Famosa una sua serie di esibizioni a Roma dove per otto volte propose sempre lo stesso tema, ma ogni volta con un metro diverso. Entrò a far parte dell'Accademia dell'Arcadia con il nome arcadico di Amarilli Etrusca.
Vincenzo Monti le dedicò un'ode saffica, Giuseppe Parini la fece ritrarre nell'atto d'improvvisare con sotto riportata la scritta Zitti, l'inclita Saffo ecco già canta. A Firenze conquistò la considerazione di Vittorio Alfieri che le dedicò alcune terzine. Il suo talento di poetessa improvvisatrice la portò ad esibirsi a Modena davanti a Napoleone.
Il 21 marzo 1793, come Amarilli Etrusca, improvvisò sul Conte Ugolino a Pavia e il poeta Lorenzo Mascheroni, che assistette all'esibizione, le dedicò il sonetto Per la Signora Teresa Bandettini.
Nel 1794 venne ritratta da Pietro Labruzzi e il suo quadro venne esposto in Arcadia a Roma. In quello stesso anno. Nel '94 scomparve prematuramente una delle sue due figlie alla quale dedicò In Morte d'una sua Figlia, pubblicata a Lucca, e in tale occasione Giuseppe Maria Pagnini dal nome arcadico Eristisco Pirenejo le dedicò i versi Piangendo l'Immatura Morte di un'Unica sua Figlia. Poi, durante l'adunanza in Arcadia del 18 settembre, Teresa incontrò Maria Maddalena Morelli ovvero la famosissima Corilla Olimpica. Nell'Adunanza del 4 dicembre conobbe anche il principe Stanislaw Poniatowski e la poetessa fiorentina Irene Parenti Duclos. Sempre nel 1794 a Lucca, la sua città natale, le dedicarono un busto in marmo presso l'Accademia degli Oscuri.
Nel 1795 commissionò per sé un suo ritratto alla pittrice Angelica Kauffmann che fu ripreso dall'incisore Francesco Rosaspina quando nel 1805, a Lucca, uscì la tragedia La Teseide, poema epico in 20 canti.
Dal 1819 entrò a far parte della cerchia di corte del Granducato di Lucca, all'epoca retto da Maria Luisa di Borbone-Spagna. La sovrana era così entusiasta della poetessa che pretendeva di trascrivere, per conservarli, tutti i versi da lei improvvisati. Anche il figlio, poi granduca, Carlo Ludovico di Borbone era un suo fan e infatti nel 1835 fece stampare a spese dello stato "Poesie Estemporanee di Amarilli Etrusca" con la prefazione del Marchese Antonio Mazzarosa. Per di più il principato di Modena, retto da Maria Luisa d'Asburgo-Lorena ma di proprietà dei Borbone che erano in parcheggio temporaneo a Lucca, le versava un vitalizio.
Gli ultimi anni della sua vita però furono caratterizzati da un lento declino come racconta il viaggiatore Mario Pieri: in un pranzo di casa Lenzoni fu tra commensali la famosa Teresa Bandettini o Amarilli Etrusca e mille triste considerazioni risvegliommi alla mente. Non ha cosa in questo mondo più dolorosa quanto il vedere un ingegno peregrino spegnersi a poco a poco e venir meno e più ancora il vederlo già spento dopo averlo conosciuto nel suo pieno vigore. Quella povera donna che avea già valicati i suoi settant'anni come usciti fummo di tavola cedendo alla nostra indiscrezione s'era accinta ad improvvisare alquante strofette e con tale commozione anzi convulsione che trasse le lacrime a tutti. Certo vi traspariva in uno o due tratti qualche barlume dell'antico talento ma quanto appunto bastava a far risovvenire come un sogno i tempi migliori e farcela compassionare sempre più […] Tale appunto ci apparve quella povera donna ed illustre e noi temendo di qualche accidente procurammo per bella guisa di stornarla dal canto.
Morì a Lucca nella notte tra il 5 e il 6 aprile 1837.

## Opere
- Rime varie, Venezia, 1786;
- Poesie diverse, Venezia, 1788;
- Viareggio,poema, Venezia, 1788;
- Morte di Adone, poema, Modena, 1790;
- Omaggio Poetico in Morte del Duca Antonio Di Gennaro Belforte Licofrone Trezenio, sonetto, Napoli, 1790;
- Applausi Poetici per Padre Anton M. Majulli D'Aloys, canzone, Napoli, 1790;
- In Lode del Defunto Agatopisto Cromaziano, Abate Appiano Bonafede, sonetti, Roma, 1794;
- Il Polidoro, tragedia, Lucca, 1794;
- In Morte d'Una Sua Figlia, sonetto, Lucca, 1794;
- La Gratitudine alla Patria di Amarilli Etrusca, sonetto, Lucca, 1795;
- Al Canonico Agostino Peruzzi, lettera, Venezia, 1795;
- Per le Nozze Cesarei Leoni - Leti, rima, Roma, 1796;
- Montranito, poemetto in versi sciolti, Lucca, 1798;
- Canti Estemporanei di Amarilli Etrusca, raccolta di versi, Lucca, 1799;
- Saggio di Versi Estemporanei, raccolta di versi, Pisa, 1799;
- Saggio di Versi, raccolta di versi, Pisa, 1799;
- Rime estemporanee, Verona, 1801;
- La Teseide, poema, Lucca, 1805;
- Poesie Varie, raccolta, Parma, 1805;
- Rime contemporanee, Lucca, 1807;
- A Maria Beatrice Cybo D'Austria, ode, Modena, 1808;
- In Morte Di Saverio Bettinelli, raccolta di prose e poesie, Mantova, 1808;
- La Partenza del Figlio, elegia, Ferrara, 1808;
- Per le Nozze Grillenzoni-Pensa, antologia, Ferrara, 1808;
- Polidoro, tragedia, Venezia, 1808;
- Rime, raccolta, Venezia, 1809;
- La Caduta de' Giganti, tragedia, Modena, 1814;
- Paralipomeni d'Omero di Quinto Calabro Smisneo trasportati in versi italiani da Teresa Bandettini Landucci, Modena, 1815;
- Al Marchese Valerio Ciccolini Silenzi di Macerata, lettera, Roma, 1816;
- Paralipomeni d'Omero di Quinto Calabro Smisneo trasportati in versi italiani da Teresa Bandettini Landucci, riedizione, Livorno, 1818;
- Frammenti d'una e più Novelle Romantiche, prosa, Lucca, 1820;
- Per le nozze di Carlo Ludovico Di Borbone con Maria Teresa Di Savoia, ode, Lucca, 1820;
- II Giudizio d'Amore per le nozze di Massimiliano Maria Giuseppe Di Sassonia Con Luisa Carlotta Di Borbone, ode, Lucca, 1825;
- Per le Nozze Mezzanotte Piceller, inno, Perugia, 1827;
- Rosmunda in Ravenna, tragedia, Lucca, 1827;
- In Morte di Vincenzo Monti, versi, Lucca, 1830;
- In Morte del Marchese Orazio Cappelli, versi, Lucca, 1831;
- Applausi Poetici per Padre Francesco Finetti, sonetto, Lucca, 1832;
- Versi, raccolta, Lucca, 1833;
- Poesie Estemporanee di Amarilli Etrusca, Lucca, 1835;
- In Morte di Cesare Lucchesini, canzone, Lucca, 1836;
- In Morte di Lazzaro Papi, canzone, 1836;
- In morte della Principessa Rospigliosi, canzone, 1836;
- In Morte di Fulvia Oli Vari Fulcini, sonetto, 1837;